# Psyche (geslacht)
Psyche is een geslacht van vlinders uit de familie van de zakjesdragers (Psychidae).. De wetenschappelijke naam van het geslacht is voor het eerst geldig gepubliceerd in 1801 door Franz Paula von Schrank.
De typesoort is Psyche carpini Schrank, 1802 (= Psyche casta (Pallas, 1767).

## Soorten
- P. assamica Watt, 1898
- P. baikalensis (Raigorodskaia, 1965)
- P. bundeli (Solyanikov, 1995)
- P. burmeisteri Weyenbergh, 1884
- P. casta (Pallas, 1767) - gewone zakdrager
- P. crassiorella Bruand, 1851 - hooglandzakdrager
- P. chilensis Philippi, 1860
- P. danieli (Sieder, 1958)
- P. dyaulensis Sobczyk, 2011
- P. elongatella (Kozhanchikov, 1956)
- P. fatalis (Meyrick, 1926)
- P. flavicapitella (Romieux, 1937)
- P. ghilarovi (Solyanikov, 1991)
- P. hedini (Caradja, 1935)
- P. hissarica (Solyanikov, 1993)
- P. kunashirica Solyanikov, 2000
- P. libanotica (Zerny, 1933)
- P. luticoma (Meyrick, 1918)
- P. minutella Fourcroy, 1785
- P. nebulella Maassen, 1890
- P. obscurata Meyrick, 1917
- P. ominosa (Meyrick, 1918)
- P. pinicola (Meyrick, 1937)
- P. psycodella Costa, 1836
- P. pyrenaea (Bourgogne, 1961)
- P. rassei (Sieder, 1975)
- P. rouasti (Heylaerts, 1879)
- P. samoana (Tams, 1935)
- P. semnodryas (Meyrick, 1922)
- P. servicula (Meyrick, 1917)
- P. syriaca (Rebel, 1917)
- P. taiwana (Wileman & South, 1917)
- P. takahashii Sonan, 1935
- P. trimeni Heylaerts, 1891
- P. yeongwolensis Buyn & Roh, 2016